# سهره سینه‌سرخ یمنی
سهره سینه‌سرخ یمن (نام علمی: Linaria yemenensis) یکی از گونه‌های سهره از تیرهٔ سهرگان (Fringillidae) است که در عربستان سعودی و یمن یافت می‌شود. زیستگاه طبیعی آن بوته‌زارهای نیمه‌گرمسیری یا استوایی خشک است.
سهره سینه‌سرخ یمنی در گذشته در سرده Carduelis قرار می‌گرفت اما بر اساس تجزیه و تحلیل تبارزایی توالی‌های دی‌ان‌ای میتوکندریایی و هسته‌ای به سردهٔ Linaria منتقل شد.